# Peucetia
Peucetia är ett släkte av spindlar. Peucetia ingår i familjen lospindlar.

## Dottertaxa tillPeucetia, i alfabetisk ordning[1]
- Peucetia akwadaensis
- Peucetia albescens
- Peucetia ananthakrishnani
- Peucetia arabica
- Peucetia ashae
- Peucetia betlaensis
- Peucetia biharensis
- Peucetia cayapa
- Peucetia choprai
- Peucetia crucifera
- Peucetia elegans
- Peucetia flava
- Peucetia formosensis
- Peucetia gauntleta
- Peucetia gerhardi
- Peucetia graminea
- Peucetia harishankarensis
- Peucetia jabalpurensis
- Peucetia ketani
- Peucetia latikae
- Peucetia lesserti
- Peucetia longipalpis
- Peucetia longipes
- Peucetia lucasi
- Peucetia macroglossa
- Peucetia maculifera
- Peucetia madagascariensis
- Peucetia madalenae
- Peucetia margaritata
- Peucetia myanmarensis
- Peucetia nicolae
- Peucetia pawani
- Peucetia procera
- Peucetia pulchra
- Peucetia punjabensis
- Peucetia rajani
- Peucetia ranganathani
- Peucetia rubrolineata
- Peucetia striata
- Peucetia transvaalica
- Peucetia virescens
- Peucetia viridana
- Peucetia viridans
- Peucetia viridis
- Peucetia viveki
- Peucetia yogeshi